# Truebella tothastes
Truebella tothastes és una espècie d'amfibi de la família dels bufònids. Viu al Perú de forma endèmica a la zona de Carapa i Yanamonte, en els vessants de la Serralada Oriental dels Andes al centre, també a Abra Tapuna, al costat oest del Riu Apurímac, al departament d'Ayacucho. Es tracta d'una espècie terrestre i d'aigua dolça. El seu hàbitat natural és probablement la puna (praderies d'alta elevació). No hi ha amenaces conegudes per a la superviviència d'aquesta espècie, a més que no se l'ha estudiat prou.